# Rothwasser
Das Rothwasser (polnisch Czerwona Woda, tschechisch Oldříšský potok) ist ein rechter Nebenfluss der Lausitzer Neiße in Tschechien und Polen.
Es entspringt im Isergebirgsvorland südöstlich des zur Gemeinde Bulovka (Bullendorf) gehörigen Dorfes Dolní Oldřiš (Niederullersdorf) in Tschechien. Nach ca. 2,5 km fließt das Rothwasser bei Miedziane (Küpper) auf polnisches Staatsgebiet.
An seinem weiteren Verlauf nach Nordnordwest liegt die ehemalige Stadt Sulików (Schönberg). Unterhalb bei Mała Wies Dolna (Nieder Halbendorf) mündet rechts die Linda (poln. Lipa) ein.
Das Rothwasser fließt durch Ujazd (Moys), einen Stadtteil von Zgorzelec (Görlitz), und mündet nach 22 km westlich des Ortes in die Neiße.